# Coreguaje
Coreguaje, Korébajü o Koré pâín denominación: Korebaju, que significa "hijos de la tierra". Es un pueblo indígena de Caquetá, en Colombia. 
Coreguajees el término castellanizado que se ha usado para referirse al pueblo indígena. Anteriormente se les conocía como Guajes, Payagaxes, Guaques y Piojés.

## Ubicación geográfica
Se encuentran ubicados desde la cabecera municipal de Puerto Milán (Caquetá) hasta la inspección de Peñas Blancas, municipio de Solano (Caquetá). Están en los afluentes del río Orteguaza,Peneya, Mekaya, Erichá y Consaya (konsaya).

## Idioma
Su idioma hace parte de la rama occidental de la familia tucano. Sus linajes son patrilineales y exógamos. Actualmente se conservan siete linajes. Así mismo, la lengua Korebaju (ko'reuaju) es hablada en 27 asentamientos que se encuentran a lo largo de los ríos Orteguaza, Peneya, Mekaya, Erichá y Consaya (konsaya).

## Economía
Su economía depende de la agricultura, la pesca y la artesanía. Cultivan yuca, mafafas, ñames, maíz, coca, plátanos y diversos frutales. Pescan con arco saogububü, flechas o arpones saoyo. Las mujeres fabrican artefactos de barro, como las ollas totoro para cocinar y para tostar la coca, los soportes toasa, y la sartén o "budare" sohkowa para preparar el casabe de yuca; también tejen mochilas misirü con fibra de cumare, con la que los hombres fabrican las hamacas hâurü. Labran canoas yowü y remos yowati para navegar por los ríos.

## Cultura
El vestido tradicional para hombres y mujeres es una túnica de algodón o "cusma" hu'irepa kâa, que cae de los hombros a las rodillas. Acostumbraban usar a diario numerosos collares, aretes, narigueras y bandas, aunque actualmente no los portan en la vida cotidiana, con excepción del yai (chamán).